# Paectes curvilinea
Paectes curvilinea är en fjärilsart som beskrevs av William Schaus 1911. Paectes curvilinea ingår i släktet Paectes och familjen nattflyn. Inga underarter finns listade i Catalogue of Life.